# 書体デザイナー
書体デザイナー（しょたいデザイナー）は、書体をデザインする人のことである。タイプフェイスデザイナー、タイプデザイナー、フォントデザイナー、書体設計士、活字書体設計師などともいう。
かつて活版印刷においては、活字の父型を彫る種字彫刻師などの職人の手によって書体が作られた。なかには、ジョン・バスカヴィルのように、原字をデザインして職人にその通りに作らせるという場合もあった。明治期の日本では、久永其頴・小室樵山・湯川梧窓・吉田晩稼といった書家が揮毫した版下を基に毛筆書体の活字を作ったこともある。日本ではよく知られた活字であっても、彫った種字彫刻師の名が残っていない場合が多い。
のちに、ベントン母型彫刻機などの彫刻機や写真植字機が使われるようになると、字を書体にする開発者とその原字をデザインする者とが分離するようになった。

## 和文書体のデザイナー
石井茂吉
写研創業者。「石井中明朝 オールドスタイル小がな」をはじめとする石井書体のデザインで知られる。1963年没。
今田欣一
写研出身。「ボカッシイ」「ゴカール」「いまりゅう」「今宋」。独立して今田欣一デザイン室を設立。欣喜堂ブランドで「きざはし金陵」「さくらぎ蛍雪」「かもめ⿓爪」「くれたけ銘石」などを発表。
大平善道
写植オペレーターを経てエイワンを創業する。「ZENオールド明朝」「ZENアンチック」「ZEN角ゴシック」「ZEN丸ゴシック」。
岡澤慶秀
字游工房出身。「游築見出し明朝体」「秀英丸ゴシック」。独立してヨコカクを設立。「どうろのじ」「峰月楷書」。代表を務める合同会社おりぜがヒラギノの制作を受託。
片岡朗
レタリング事務所、デザインプロダクション、広告会社を経て独立。「丸明オールド」。
君塚樹石
種字彫刻師。各社の種字を彫っているが、特に1933年から手掛ける「精興社書体」で知られる。1956年ベントン彫刻機導入に伴う改刻では新規に両がなの原字を書き起こした。1970年没。
小塚昌彦
毎日新聞社で「毎日書体」の改刻に当たる。モリサワに移り「リュウミンファミリー」の拡充や「新ゴ」を手掛ける。アドビで「小塚明朝」「小塚ゴシック」のディレクション。金属活字・写真植字・デジタルフォントをいずれも体験した。
佐藤豊
タイプラボを設立、各社にライセンスするほかBOOTHを通じた直接販売も行う。「わんぱく」「ニタラゴ」（タイプラボゴシック、タイプラボN、NTLG）「キャピー」「ハッピー」「墨東」「アニト」「ルイカ」「レラ」。
篠原榮太
TBS出身、テレビ向けの字幕やタイトルロゴなどの制作に従事。モリサワ「新隷書体」（隷書101）、「篠」。
杉本幸治
三省堂の印刷部門出身。三省堂在籍中から「晃文堂明朝」に深く関わり、退社後その後身「本明朝」の制作・監修に当たる。晩年「杉明朝体」を制作。2011年没。
鈴木功
アドビ出身。タイププロジェクトを設立。「AXIS Font」「TP明朝」「金シャチフォント」「濱明朝」「SST JP」。
鈴木勉
写研出身。「スーボ」「スーシャ」「ゴーシャ」。独立して字游工房を設立。「ヒラギノ」「游明朝体」の制作・ディレクション。1998年没。
太佐源三
種字彫刻師出身。朝日新聞社で「朝日書体」の基礎を築く。定年後モトヤに入社。「モトヤ明朝」「モトヤゴシック」。1988年没。
高田裕美
タイプバンク出身、合併によりモリサワに在籍。「BIZ UD明朝／ゴシック」「TBUD学参丸ゴシック」「UDデジタル教科書体」。
鳥海修
写研出身。字游工房創設者の一人。「ヒラギノ」「游書体」の制作・ディレクション。「秀英明朝」「凸版文久体」の改刻に携わる。ほかに「疾駆」「朝靄」など。
中村征宏
看板店での修業からテレビ字幕制作・写植に進む。石井賞応募作が「ナール」となり、その後「ゴナ」「ナカフリー」「ナミン」などの写研書体をデザイン。DTP時代に入り、自らの中村書体室で新書体を販売。
西塚涼子
アドビに在籍。「小塚書体」に携わる。「りょう」「かづらき」「源ノ角ゴシック」「源ノ明朝」「貂明朝」。
二瓶義三郎
築地活版出身で凸版印刷に移ったベントン技師。「凸版明朝」を確立した。没年不詳。
橋本和夫
モトヤから写研に移り、長年原字制作の責任者を務める。「本蘭明朝」「紅蘭細楷書」の仮名。定年後、イワタ顧問。
林隆男
グループ・タイポのメンバー。タイプバンク設立者。ビットマップフォントの開発でも知られる。1994年没。「TB明朝」「TBゴシック」は後年の「IPAフォント」の基となったが、そこから派生した「Takaoフォント」は故人の妻に命名を許可されてUbuntuにインストールされた。
藤田重信
写研出身。フォントワークスに移り、「筑紫明朝」をはじめとする筑紫書体のデザインに取り組む。ほかに「スキップ」「ハミング」など。
三宅康文
三宅レタリング研究所を設立。「じゅん」「JTCウイン」。

## 中文書体のデザイナー
- 林霞
- 柯熾堅
- 郭炳權
- 應永會
- 姚志良（姚體）
- 徐學成（徐明）
- 謝培元
- 張慈中（長宋體）
- 朱志偉（鐵筋隸書）

## 欧文書体のデザイナー
- オトル・アイヒャー
- マシュー・カーター
- フレデリック・ガウディ
- クロード・ギャラモン
- エリック・ギル（英語版）
- ロベール・グランジョン
- 小林章
- エドワード・ジョンストン
- ロバート・スリムバック
- ヘルマン・ツァップ
- アドリアン・フルティガー